# クレイグ・キャスカート
クレイグ・ジョージ・キャスカート（Craig George Cathcart、1989年2月6日  - ）は、北アイルランド・ベルファスト出身の元プロサッカー選手。元北アイルランド代表。現役時代のポジションは、ディフェンダー。

## 経歴

### クラブ
2005年7月に練習生としてマンチェスター・ユナイテッドFCに入団し、2006年2月の17歳の誕生日にプロ契約を結んだ。
2007年3月、FAカップ6回戦のミドルズブラFC戦で初めてトップチームのベンチに座った。同月、ネマニャ・ヴィディッチの負傷離脱に伴い、正式にトップチームに昇格。
しかしその後はレンタル移籍を繰り返し、2010年8月にブラックプールFCに放出された。マンチェスター・ユナイテッドには4シーズン在籍したものの、トップチームの試合に出場することはついに無かった。
2014年6月、ワトフォードFCにフリーで加入。翌7月に正式に入団した。
2023年9月5日、KVコルトレイクに1年契約で移籍した。

### 代表
U-17世代から北アイルランド代表に選出されており、UEFA U-17欧州選手権2006予選に参加した。
2009年5月にA代表の招集を初めて受けたが、6月6日のイタリア代表との親善試合では出場機会はなかった。2010年9月3日にマリボルで開催されたスロベニア代表との試合で初キャップ。負傷したジョニー・エヴァンズに代わり出場すると、随所で高パフォーマンスを披露しコリー・エヴァンスの決勝ゴールを演出した。